# أليستير كامبل
أليستير كامبل (23 سبتمبر 1972 بهراري في زيمبابوي - ) (بالإنجليزية: Alistair Campbell)‏ هو لاعب كريكت زيمبابوي. شارك في دورة ألعاب الكومنولث 1998. ولعب مع منتخب زمبابوي للكريكت.

## وصلات خارجية
- أليستير كامبل على موقع إي آس بي آن كريك إنفو (الإنجليزية)